# フアード1世 (エジプト王)
ファード1世（アラビア語: فؤاد الأول、1868年3月26日 - 1936年4月28日）は、エジプト、ムハンマド・アリー朝の第9代君主（在位：1917年 - 1936年）。スルターン（在位：1917年 - 1922年）、初代エジプト王（在位：1922年 - 1936年）。フサイン・カーミルの異母弟。

## 生涯
カイロ近郊のギザの離宮でエジプト総督イスマーイール・パシャの6番目の子供として生まれる。亡命した父親のもとヨーロッパで育ち、ジュネーヴやトリノの陸軍士官学校で学んだ。1865年に本国に帰国すると参謀将校を務め、エジプト国民大学を設立する。
1917年、49歳で君主に即位すると専制政治を志向し議会と対立、1922年にエジプトが独立すると国王になり、1930年に新憲法を公布するが、世論の反発を受け翌年に旧憲法を復活させた。
1936年、崩御した。

## 人物
- ヨーロッパで育ったため生涯、アラビア語よりイタリア語のほうが得意だった。
- 即位前に最初の妻、シワイカール・ハーヌム・エフェンディー（アラビア語版）と離婚した。これに激怒した義兄に銃撃され負傷した。
- 毎朝5時に起きて長い時間をかけて身支度する潔癖症であった。
- 極端な暗殺恐怖症であった。